# Nikolai Wladimirowitsch Jefimow
Nikolai Wladimirowitsch Jefimow, auch als Efimow zitiert (russisch Николай Владимирович Ефимов, wiss. Transliteration Nikolaj Vladimirovič Efimov; * 31. Mai 1910 in Orenburg; † 16. Oktober 1982 in Moskau), war ein russischer Mathematiker, der sich mit Geometrie beschäftigte.
Jefimow wuchs in Rostow am Don auf und studierte bei D. D. Morduhai-Boltowskoj an der Staatlichen Universität Rostow. Von 1934 bis 1941 war er an der Universität Woronesch und ab 1946 an der Lomonossow-Universität in Moskau, wo er den Lehrstuhl für Geometrie innehatte. Er war Dekan der Mech-Math Fakultät an der Lomonossow-Universität in den 1960er Jahren und trug sehr viel zu dessen hohen Ansehen in der sowjetischen Mathematik bei, trat aber 1969 aus politischen Gründen zurück, als der Druck auf die Lomonossow-Universität in der Folge der Jessenin-Wolpin Affäre zunahm.
1966 erhielt er den Leninpreis und 1951 die Lobatschewski-Medaille. 1966 hielt er einen Plenarvortrag auf dem ICM in Moskau (Hyperbolische Probleme in der Theorie der Flächen). Seit 1979 war er korrespondierendes Mitglied der Sowjetischen Akademie der Wissenschaften. 1980 wurde er Chefredakteur der russischen Ausgabe der Moskowskije Nowosti.

## Schriften
- Höhere Geometrie (= Hochschulbücher für Mathematik. Bd. 51). Deutscher Verlag der Wissenschaften, Berlin 1960. 2 Bände: Vieweg, 1970.
- Flächenverbiegung im Großen. Akademie, Berlin 1957.
- Quadratic forms and matrices – an introductory approach. Academic Press, 1964.